# 田中一朗 (生物学者)
田中 一朗（たなか いちろう）は、日本の植物学者。植物生殖学専攻。横浜市立大学名誉教授。元日本植物形態学会会長。

## 人物・経歴
1974年名古屋大学理学部生物学科卒業。1982年名古屋大学大学院理学研究科修了、理学博士。1998年日本植物形態学会平瀬賞受賞。2006年日本植物形態学会会長。2009年日本植物学会評議員。2010年日本植物形態学会賞受賞。横浜市立大学国際総合科学部生命環境コース生命ナノシステム科学研究科生命環境システム科学専攻教授を経て、2017年横浜市立大学名誉教授。花粉から生殖細胞を取り出す技術を世界に先駆けて開発するなどした。